# Colonia del Valle, Tlaxcala
Colonia del Valle är en ort i Mexiko.   Den ligger i kommunen Cuapiaxtla och delstaten Tlaxcala, i den sydöstra delen av landet, 150 km öster om huvudstaden Mexico City. Colonia del Valle ligger 2 437 meter över havet och antalet invånare är 140.
Terrängen runt Colonia del Valle är platt åt sydväst, men åt nordost är den kuperad. Runt Colonia del Valle är det ganska tätbefolkat, med 239 invånare per kvadratkilometer. Närmaste större samhälle är Huamantla, 19,9 km väster om Colonia del Valle. Omgivningarna runt Colonia del Valle är en mosaik av jordbruksmark och naturlig växtlighet.